# Ponta da Piedade
La Ponta da Piedade (La Pointe de la Pitié) est un monument naturel très touristique de la ville de  Lagos, dans la région de l'Algarve au Portugal.

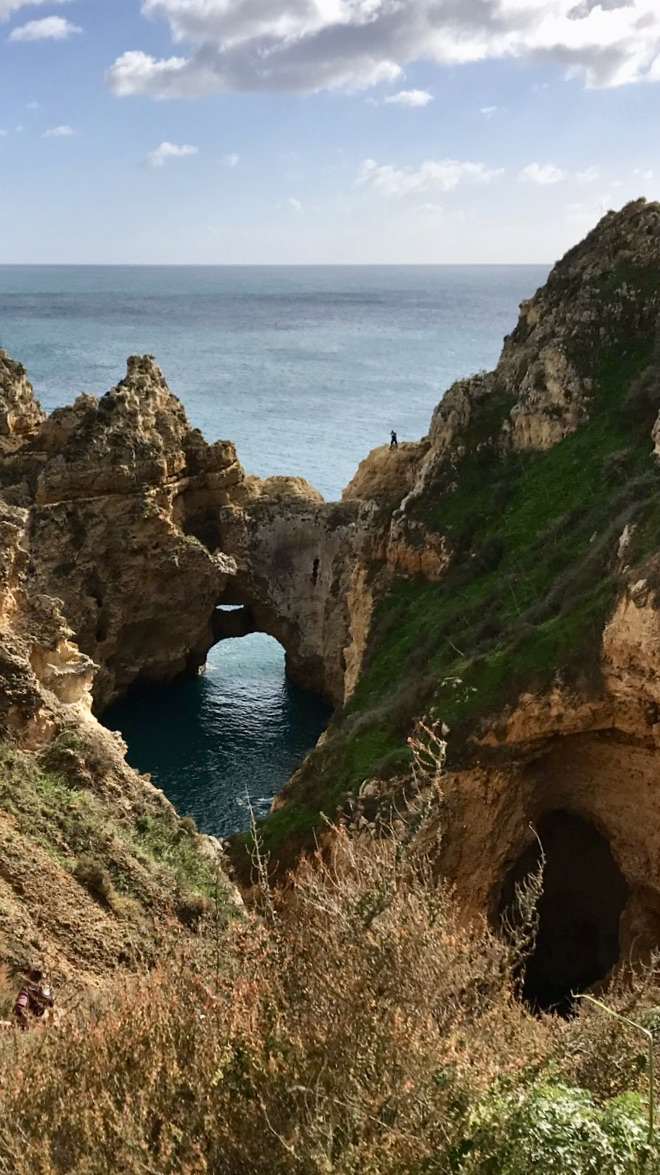
Accès des falaises par la terre

## Description
Ponta da Piedade est composée de plusieurs formations rocheuses et de falaises, jusqu'à environ 45 mètres de hauteur. C'est un des sites d'intérêt photographique de la région. Sur place, il est possible de visiter les différentes grottes existantes.

## Accès
Accès par la terre : à partir du phare de Ponta da Piedade en empruntant les escaliers sculptés dans les pentes.
Accès par la mer : le port de plaisance de Lagos offre des excursions à Ponta da Piedade, à la voile ou par petits bateaux de pêche.